# Metal: A Headbanger’s Journey
A Metal: A Headbanger's Journey egy 2005-ös dokumentumfilm, melyet Sam Dunn és Scot McFayden rendezett Jessica Joy Wise segítségével.
A film a 30 éves Sam Dunn, kanadai kultúrantropológust követi, aki 12 éves kora óta heavy metal-rajongó. Dunn végigjárja a világot, hogy feltárja a metalról alkotott véleményeket, a műfaj eredetét, kultúráját, és annak az okát, miért szeretik annyian.
A film 2005-ben debütált a Torontói Nemzetközi Filmfesztiválon, az USA-ban 2006. szeptember 19-én jelent meg dupla DVD formában. 2008 júniusában néhány filmszínházban is bemutatták.

## Tartalom
A film bemutatja az egyes metal-alműfajok (mint például a NWOBHM, power metal, nu metal, glam metal, thrash metal, black metal és death metal) jellemzőit és teremtőit.
Dunn egy családfát használ a metal alműfajainak dokumentálására. A film feltárja a metal kultúra különböző aspektusait is. Figyelemre méltó jelenet a Wacken Open Air fesztiválon tett látogatás, a Dee Sniderrel készített interjú, aki a PMRC támadásairól fejti ki véleményét, valamint a norvég black metal zenekarokkal készített interjúk.

## Interjúk
A filmben szereplő információk nagy részét jelentős metal zenészek nyújtják.
| Előadó                        | Zenekar                     | Származás                 |
| ----------------------------- | --------------------------- | ------------------------- |
| Angela Gossow                 | Arch Enemy                  | Cologne, Németország      |
| Tom Morello                   | Rage Against the Machine    | New York, New York        |
| Ronnie James Dio              | Rainbow, Black Sabbath, Dio | Portsmouth, New Hampshire |
| Tony Iommi                    | Black Sabbath               | Aston, Anglia             |
| Alice Cooper                  | Alice Cooper                | Detroit, Michigan         |
| George „Corpsegrinder” Fisher | Cannibal Corpse             | Buffalo, New York         |
| Alex Webster                  | Cannibal Corpse             | Buffalo, New York         |
| Ihsahn                        | Emperor                     | Notodden, Norvégia        |
| Samoth                        | Emperor                     | Tromsø, Norvégia          |
| Grutle Kjellson               | Enslaved                    | Rogaland, Norvégia        |
| Kim McAuliffe                 | Girlschool                  | London, Anglia            |
| Jackie Chambers               | Girlschool                  | London, Anglia            |
| Gaahl                         | Gorgoroth                   | Espedal, Norvégia         |
| Jørn Inge Tunsberg            | Hades Almighty              | Norvégia                  |
| Bruce Dickinson               | Iron Maiden                 | Worksop, Anglia           |
| Mercedes Lander               | Kittie                      | London, Ontario           |
| Morgan Lander                 | Kittie                      | London, Ontario           |
| James "Munky" Shaffer         | Korn                        | Rosedale, Kalifornia      |
| Randy Blythe                  | Lamb of God                 | Richmond, Virginia        |
| Mark Morton                   | Lamb of God                 | Richmond, Virginia        |
| Blasphemer                    | Mayhem                      | Norvégia                  |
| Necrobutcher                  | Mayhem                      | Norvégia                  |
| Vince Neil                    | Mötley Crüe                 | Los Angeles, Kalifornia   |
| Lemmy                         | Motörhead                   | Stoke-on-Trent, Anglia    |
| Geddy Lee                     | Rush                        | Willowdale, Ontario       |
| Tom Araya                     | Slayer                      | Viña del Mar, Chile       |
| Kerry King                    | Slayer                      | Los Angeles, Kalifornia   |
| Joey Jordison                 | Slipknot/Murderdolls        | Des Moines, Iowa          |
| Corey Taylor                  | Slipknot/Stone Sour         | Des Moines, Iowa          |
| John Kay                      | Steppenwolf                 | Toronto, Ontario          |
| Dee Snider                    | Twisted Sister              | Massapequa, New York      |
| Snake                         | Voivod                      | Jonquière, Québec         |
| Piggy                         | Voivod                      | Jonquière, Québec         |
| Doro Pesch                    | Warlock/Doro                | Düsseldorf, Németország   |
| Rob Zombie                    | White Zombie/Rob Zombie     | Haverhill, Massachusetts  |

### Nem zenészek
- Bob Ezrin, producer
- Deena Weinstein, szociológus
- Robert Walser, zenei szakértő
- Malcolm Dome, zeneszerző, író, DJ
- Mike Guitor
- Sam Guitor, rajongó
- Joe Bottiglieri, rajongó
- Chuck Klosterman, író
- Eric Bryan, rajongó, basszusgitáros
- Robert Kampf, a Century Media lemezkiadó alapítója
- Joey Severance, turnémenedzser
- Eddie Trunk, DJ
- Rob Jones, DJ
- Pamela Des Barres, grupi, író
- Donna Gaines, szociológus
- Gavin Baddeley, író
- Monte Conner, a Roadrunner lemezkiadó A&R szakembere
- Rolf Rasmussen, pap
- Brian Slagel, a Metal Blade Records tulajdonosa
- Rose Dyson, író
- Keith Kahn-Harris, író

## Betétdalok
- Accept – Balls to the Wall
- Arch Enemy – Silent Wars (élő)
- Blue Cheer – Summertime Blue
- Burn To Black – Winter Rancid Skies
- Burn To Black – Into Shadow
- Burn To Black – Microcosmic
- Burn To Black – Hellspell
- Cannibal Corpse – Decency Defied
- Children of Bodom – Needled 24/7
- David MacDonaldson – Partita In C Minor – Chorale
- Diamond Head – Am I Evil?
- Dio – Heaven and Hell (élő)
- Emperor – Inno a Satana
- Enslaved – Return to Yggdrasil
- Enslaved – Havenless
- Girlschool – C'Mon Let's Go
- Iron Maiden – Run to the Hills (élő)
- Iron Maiden – The Number of the Beast
- Lamb of God – Laid to Rest
- Metallica – Master of Puppets
- Metallica – Fight Fire With Fire
- Mötley Crüe – Girls, Girls, Girls
- Motörhead – Ace of Spades
- Motörhead – Killed by Death
- Rage Against the Machine – Killing in the Name
- Richard Wagner – Faust Overture
- Rush – Working Man
- Sepultura – Arise
- Sepultura – Beneath the Remains
- Slayer – Disciple
- Slipknot – (Sic) (élő)
- Tim Renwick és Andy Caine – Ain't Got a Pot To...
- Twisted Sister – We're Not Gonna Take It
- Van Halen – Eruption (élő)
- Venom – Bloodlust

## A heavy metal családfája
A filmben szereplő táblázat megmutatja az egyes alműfajok egymásra kifejtett hatását, valamint felsorolja a legjellemzőbb zenekarokat is.

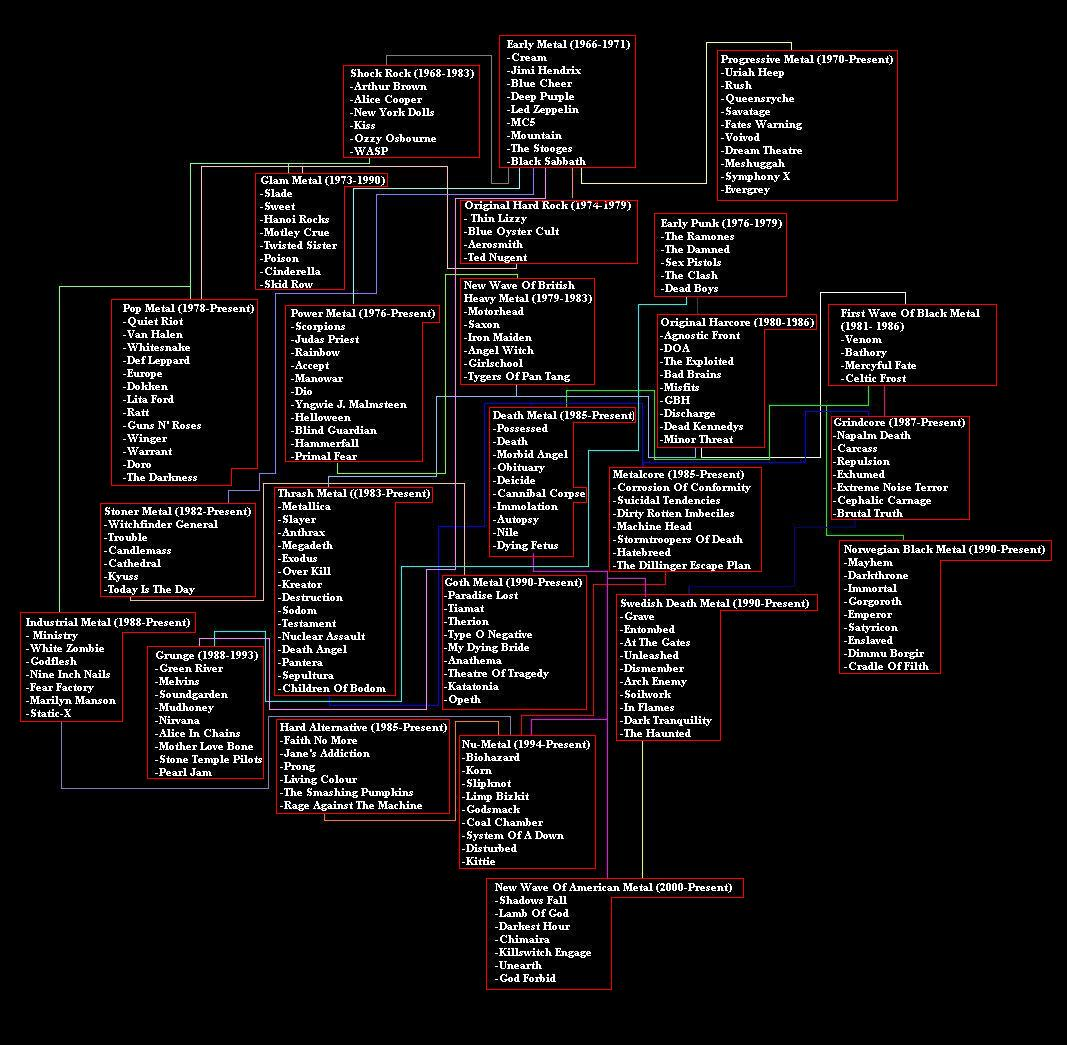
A metal alműfajainak filmben szereplő "családfája"

- Early metal (1966−1971)

Cream; Jimi Hendrix; Blue Cheer; Deep Purple; Led Zeppelin; MC5; Mountain; The Stooges; Black Sabbath
- Original hard rock (1974−1979)

Thin Lizzy; Blue Öyster Cult; Aerosmith; Ted Nugent
- Shock rock (1968−1983)

Arthur Brown; Alice Cooper; New York Dolls; Kiss; Ozzy Osbourne; W.A.S.P.
- Early punk (1976−1979)

The Ramones; The Damned; Sex Pistols; The Clash; The Dead Boys
- Power metal (1976−napjaink)

Scorpions; Judas Priest; Rainbow; Accept; Manowar; Dio; Yngwie J. Malmsteen; Helloween; Blind Guardian; HammerFall; Primal Fear
- New Wave of British Heavy Metal (1979−1983)

Motörhead; Saxon; Iron Maiden; Angel Witch; Girlschool; Tygers of Pan Tang; Diamond Head
- Progressive metal (1970−napjaink)

Uriah Heep; Rush; Queensrÿche; Savatage; Fates Warning; Voivod; Dream Theater; Meshuggah; Symphony X; Evergrey
- Glam metal (1973−1990)

Slade; Sweet; Hanoi Rocks; Mötley Crüe; Twisted Sister; Poison; Cinderella; Skid Row
- Pop metal (1978−napjaink)

Quiet Riot; Van Halen; Whitesnake; Def Leppard; Europe; Dokken; Lita Ford; Ratt; Guns N’ Roses; Winger; Warrant; Doro; The Darkness
- Stoner metal (1982−napjaink)

Witchfinder General; Trouble; Candlemass; Cathedral; Kyuss; Today Is the Day
- Original hardcore (1980−1986)

Agnostic Front; D.O.A.; The Exploited; Bad Brains; Misfits; Charged GBH; Discharge; Dead Kennedys; Minor Threat; Black Flag
- Thrash metal (1983−napjaink)

Metallica; Slayer; Anthrax; Megadeth; Exodus; Overkill; Kreator; Destruction; Sodom; Testament; Nuclear Assault; Death Angel; Pantera; Sepultura; Children of Bodom
- First wave of black metal (1981−1986)

Venom; Bathory; Mercyful Fate; Celtic Frost
- Norwegian black metal (1990−napjaink)

Mayhem; Darkthrone; Immortal; Gorgoroth; Emperor; Satyricon; Enslaved; Dimmu Borgir; Cradle of Filth
- Grindcore (1987−napjaink)

Napalm Death; Carcass; Repulsion; Exhumed; Extreme Noise Terror; Cephalic Carnage; Brutal Truth
- Death metal (1985−napjaink)

Possessed; Death; Morbid Angel; Obituary; Deicide; Cannibal Corpse; Immolation; Autopsy; Nile; Dying Fetus
- Swedish death metal (1990−napjaink)

Grave; Entombed; At the Gates; Unleashed; Dismember; Arch Enemy; Soilwork; In Flames; Dark Tranquillity; The Haunted
- Goth metal (a DVD-n Doom metal) (1990−napjaink)

Paradise Lost; Tiamat; Therion; Type O Negative; My Dying Bride; Anathema; Theatre of Tragedy; Opeth
- Metalcore (1985−napjaink)

Corrosion of Conformity; Suicidal Tendencies; Dirty Rotten Imbeciles; Machine Head; Stormtroopers of Death; Hatebreed; The Dillinger Escape Plan
- Grunge (1988−1994)

Green River; The Melvins; Soundgarden; Mudhoney; Nirvana; Alice in Chains; Mother Love Bone; Stone Temple Pilots; Pearl Jam
- Industrial metal (1988−napjaink)

Ministry; White Zombie; Godflesh; Nine Inch Nails; Fear Factory; Marilyn Manson; Static-X
- Hard alternative (1985−napjaink)

Faith No More; Jane’s Addiction; Prong; Living Colour; The Smashing Pumpkins; Rage Against the Machine; Tool
- Nu metal (1994−napjaink)

Biohazard; KoЯn; Slipknot; Limp Bizkit; Godsmack; Coal Chamber; System of a Down; Disturbed; Kittie
- New Wave of American Metal (2000−napjaink)

Shadows Fall; Lamb of God; Darkest Hour; Chimaira; Killswitch Engage; Unearth; God Forbid

## Fogadtatás
A film főleg pozitív kritikát kapott, a Rotten Tomatoes oldalán jelenleg 90%-os tetszési átlaggal rendelkezik.

## Fordítás
Ez a szócikk részben vagy egészben a Metal: A Headbanger's Journey című angol Wikipédia-szócikk ezen változatának fordításán alapul.  Az eredeti cikk szerkesztőit annak laptörténete sorolja fel. Ez a jelzés csupán a megfogalmazás eredetét és a szerzői jogokat jelzi, nem szolgál a cikkben szereplő információk forrásmegjelöléseként.